# معادله نرنست–پلانک
معادله نرنست–پلانک(به انگلیسی: Nernst–Planck equation) نوعی از معادله بقا جرم است که برای توصیف رفتار گونه های شیمیایی در یک جریان سیال به کار می رود.این معادله شارجرمی یون ها را تحت تاثیر گرادیان غلظت {\displaystyle \nabla c} و میدان الکتریکی {\displaystyle E=-\nabla \phi -{\frac {\partial \mathbf {A} }{\partial t}}} بررسی می کند.این معادله شکل گسترش یافته‌ای از قانون نفوذ فیک در شرایطی که ذرات تحت اثر نیروی الکترواستاتیک حرکت می کنند، است.این معادله به افتخار دو فیزیکدان آلمانی به نام های ماکس پلانک و والتر نرنست نامگذاری شده است.:
{\displaystyle {\frac {\partial c}{\partial t}}=\nabla \cdot \left[D\nabla c-uc+{\frac {Dze}{k_{B}T}}c(\nabla \phi +{\frac {\partial \mathbf {A} }{\partial t}})\right]}
در این معادله {\displaystyle t} زمان، {\displaystyle D} نفوذ جرمی گونه شیمیایی، {\displaystyle c} غلظت گونه شیمیایی، {\displaystyle u} سرعت سیال، {\displaystyle z} ظرفیت یون ها، {\displaystyle k_{B}} ثابت بولتزمن و {\displaystyle T} دما می باشد.
این معادله در بررسی سینتیک تبادل یون در محیط های خاکی کاربرد دارد.